# Coupe de France de hockey sur glace 1999-2000
Navigation
Coupe de France 1994 Coupe de France 2002
La Coupe de France de hockey sur glace 1999-2000 a eu lieu entre le 18 décembre 2000 et le 14 mars 2000. La finale s'est jouée à Boulogne-Billancourt et a opposé les Dragons de Rouen aux Léopards de Caen. Les Rouennais se sont inclinés sur le score de 4 buts à 1.

## Déroulement de la compétition

### Huitièmes de finale
Les matchs ont eu lieu les 19 et 20 janvier.
- Scorpions de Mulhouse 2-5 Léopards de Caen
- Albatros de Brest 4-9 Gothiques d'Amiens
- Dauphins d'Épinal 1-7 Dragons de Rouen
- Corsaires de Dunkerque 1-7 Flammes Bleues de Reims
- Orques d'Anglet 4-7 Sporting Hockey Club Saint Gervais
- Diables Rouges de Briançon 0-9 Lions de Lyon
- Ours de Villard-de-Lans 2-3 Huskies de Chamonix
- Ducs d'Angers 5-4 Jets de Viry-Essonne

### Quarts de finale
Les matchs ont eu lieu le 24 février.
- Flammes Bleues de Reims 6-5 Ducs d'Angers
- Léopards de Caen 5-1 Lions de Lyon
- Dragons de Rouen 8-2 Orques d'Anglet
- Gothiques d'Amiens 2-4 Huskies de Chamonix

### Demi-finales
Les matchs ont eu lieu le 29 février.
- Dragons de Rouen 10-5 Huskies de Chamonix
- Léopards de Caen 2-0 Flammes Bleues de Reims

### Finale
La finale de cette édition a lieu le 14 mars 2000 à Boulogne-Billancourt. Les Dragons de Rouen sont battus par les Léopards de Caen sur le score de 4 à 1. Le détail des buts est donné ci-dessous.
| Score | Équipe | But      | Assistance           |
| ----- | ------ | -------- | -------------------- |
| 1-0   | Caen   | Lahtinen | Mikkonen             |
| 2-0   | Caen   | Melong   | Provencher           |
| 3-0   | Caen   | Garnier  | Lahtinen et Filippin |
| 3-1   | Rouen  | Doucet   | Boman                |
| 4-1   | Caen   | Filippin | Lahtinen             |